# Li Jiawei
Li Jiawei (李佳薇S, Lǐ JiāwēiP; Pechino, 9 agosto 1981) è una tennistavolista singaporiana.

## Palmarès
Olimpiadi
- 2 medaglie:
  - 1 argento (squadre a Pechino 2008)
  - 1 bronzo (squadre a Londra 2012).

Mondiali
- 4 medaglie:
  - 1 oro (squadre a Mosca 2010)
  - 2 argenti (squadre a Canton 2008, squadre a Dortmund 2012)
  - 1 bronzo (doppio a Zagabria 2007).

Coppa del mondo
- 3 medaglie:
  - 1 argento (squadre a Dubai 2010)
  - 2 bronzi (singolare a Urumqi 2006, squadre a Magdeburg 2011).

Asiatici
- 5 medaglie:
  - 4 argenti (squadre a Yangzhou 2007, squadre a Macao 2012, doppio misto a Macao 2012, squadre a Macao 2012)
  - 1 bronzo (singolare a Jeju-do 2005).